# Каркере
Каркере (порт. Cárquere)  —  район (фрегезия) в Португалии,  входит в округ Визеу. Является составной частью муниципалитета  Резенде. По старому административному делению входил в провинцию Дору-Литорал. Входит в экономико-статистический  субрегион Тамега, который входит в Северный регион. Население составляет 941 человек на 2001 год. Занимает площадь 7,86 км².